# Dendrophilacris venezuelae
Dendrophilacris venezuelae är en insektsart som beskrevs av Marius Descamps 1976. Dendrophilacris venezuelae ingår i släktet Dendrophilacris och familjen gräshoppor. Inga underarter finns listade i Catalogue of Life.